# Шигаєвська сільська рада
Шига́євська сільська рада (рос. Шигаевский сельский совет) — муніципальне утворення у складі Бєлорєцького району Башкортостану, Росія. Адміністративний центр — село Шигаєво.

## Історія
17 грудня 2004 року до складу сільради було приєднано присілок Новобільський Сосновської сільради. Окрім того зі складу сільради була виключена територія площею 20,69 км² і передана до складу Хамітовської сільради Абзеліловського району.

## Населення
Населення — 1950 осіб (2019, 1977 в 2010, 2046 в 2002).

## Склад
До складу поселення входять такі населені пункти:
| Населений пункт        | Населення, осіб (2002) | Населення, осіб (2010) |
| ---------------------- | ---------------------- | ---------------------- |
| Новобільське, присілок | 152                    | 136                    |
| Узянбаш, село          | 796                    | 636                    |
| Уткалево, село         | 387                    | 396                    |
| Хусаїново, присілок    | 264                    | 238                    |
| Шигаєво, село          | 599                    | 571                    |